# 혁명연합전선
혁명연합전선(革命 聯合 戰線, 영어: Revolutionary United Front, RUF)은 과거 시에라리온에서 활동하던 반정부 무장  테러 단체이다. 1991년부터 2002년까지 일어난 시에라리온 내전에 참전했다.

## 역사
1991년 시에라리온과 이웃한 라이베리아의 지원을 통해 결성되었으며 1992년에는 군사 쿠데타로 정권을 잡았다. 1996년에는 시에라리온 정부와 평화 협정을 체결했지만 1997년에 일어난 군사 쿠데타를 계기로 내전이 재발하게 된다.
1998년에는 나이지리아가 주도한 서아프리카 경제 공동체의 지원을 받은 시에라리온의 아마드 테잔 카바 대통령이 복귀하면서 전투가 격화되었고 1999년에는 토고 로메에서 정전 협정을 체결했다. 2000년에는 영국, 유엔이 시에라리온 내전에 개입했다.
시에라리온의 다이아몬드 광산을 장악하면서 풍부한 자금과 무기를 확보하는 한편 블러드 다이아몬드로 불릴 정도로 주민들을 학살하고 마을을 불태우는 등 파괴 활동을 자행했다. 또한 마을에 거주하던 소년, 소녀들을 납치하고 소년병으로 만들어 세력을 확장해 나가면서 전투를 확대했다. 시에라리온 내전은 시에라리온의 기반 시설을 파괴시켰고 시에라리온의 많은 국민들에게 고통과 후유증을 가져왔다.
2003년에는 혁명연합전선의 지도자였던 샘 보카리(Sam Bockarie), 포다이 상코가 사망하면서 혁명연합전선은 유엔의 감시를 통한 무장 해제 절차에 들어갔다. 시에라리온 내전이 종식된 이후에는 혁명연합전선당(革命 聯合 戰線黨, Revolutionary United Front Party, RUFP)이라는 정당으로 개편되었다. 이 정당은 2007년 7월에 전국민회의에 합병되면서 소멸되었다.
2009년 2월에는 이사 세사이(Issa Sesay), 모리스 칼론(Morris Kallon), 오구스틴 그바오(Augustine Gbao)가 전쟁 범죄, 인도에 반한 죄 혐의로 기소되었다.